# Alien Love Secrets
| Оценки критиков | Оценки критиков |
| Источник        | Оценка          |
| --------------- | --------------- |
| AllMusic        | [ 1 ]           |

Alien Love Secrets (с англ. — «Чужие любовные секреты») — мини-альбом американского рок-музыканта Стива Вая, был выпущен в 1995 году на лейбле Epic Records. Диск был издан в период записи альбома Fire Garden, который вышел годом позже. Вай хотел сохранить продуктивный интервал выпуска альбомов, а так как выход Fire Garden затягивался из-за большой продолжительности материала (более 70 минут), музыкант принял решение записать мини-альбом, чтобы не создавать большую паузу после Sex and Religion 1993 года. Среди известных композиций пластинки — «Bad Horsie» (основанная на риффе из кинофильма Перекрёсток), «Ya-Yo Gakk», с вокалом Джуллиана — маленького сына Вая; «Tender Surrender» (одна из самых известных песен Вая), которая базируется вокруг знакомой мелодии (структура и темп) — композиции Джими Хендрикса «Villanova Junction» из альбома Live At Woodstock, хотя написана в другой тональности, и «The Boy from Seattle», которую Вай посвятил Хендриксу.

## Список композиций
Все песни написаны Стивом Ваем.
1. «Bad Horsie» — 5:51
2. «Juice» — 3:44
3. «Die to Live» — 3:53
4. «The Boy from Seattle» — 5:04
5. «Ya-Yo Gakk» — 2:52
6. «Kill the Guy with the Ball/The God Eaters» — 7:02
7. «Tender Surrender» — 5:03